# Cyphus
Cyphus är ett släkte av skalbaggar. Cyphus ingår i familjen rullvivlar.

## Bildgalleri

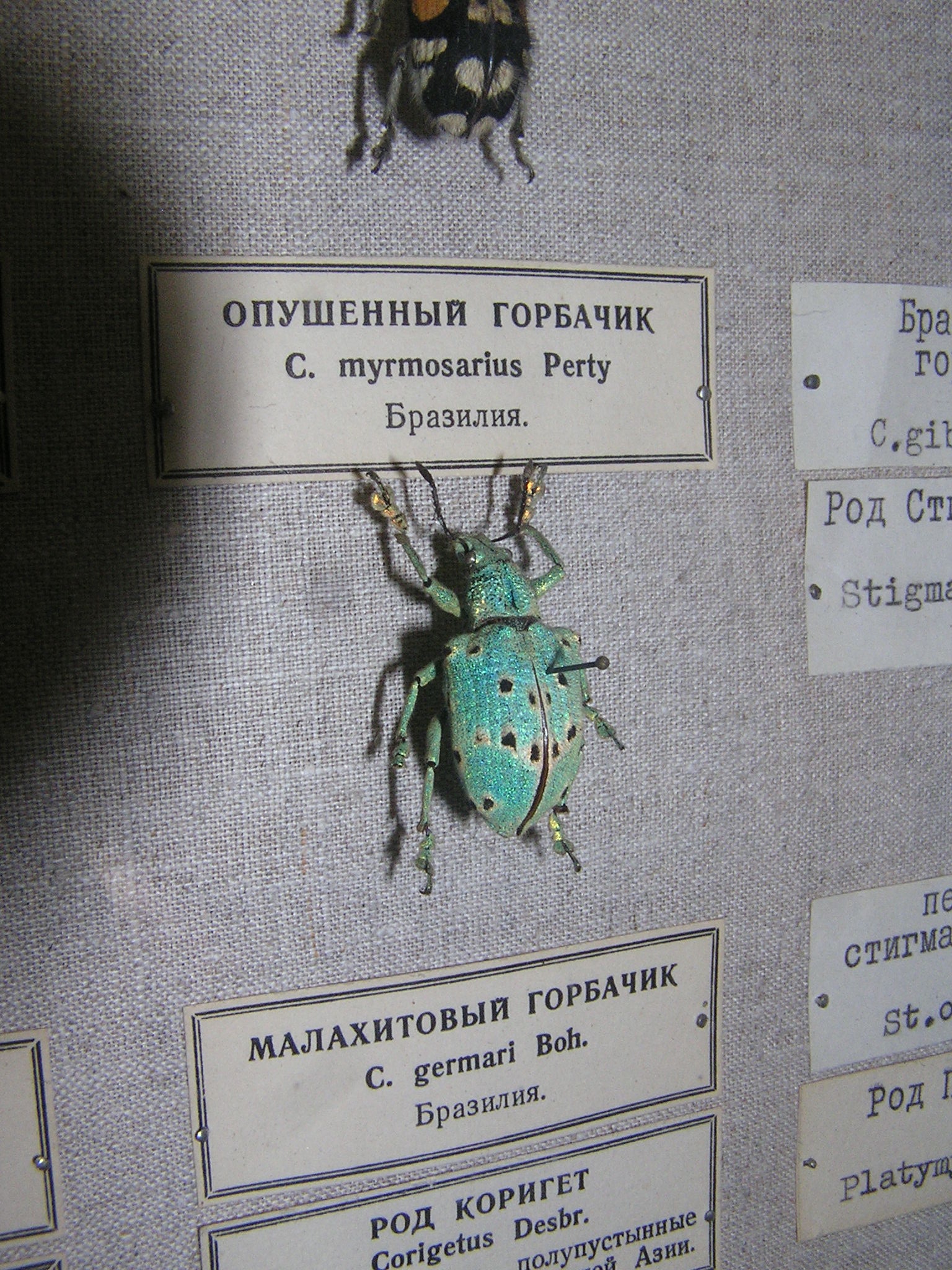
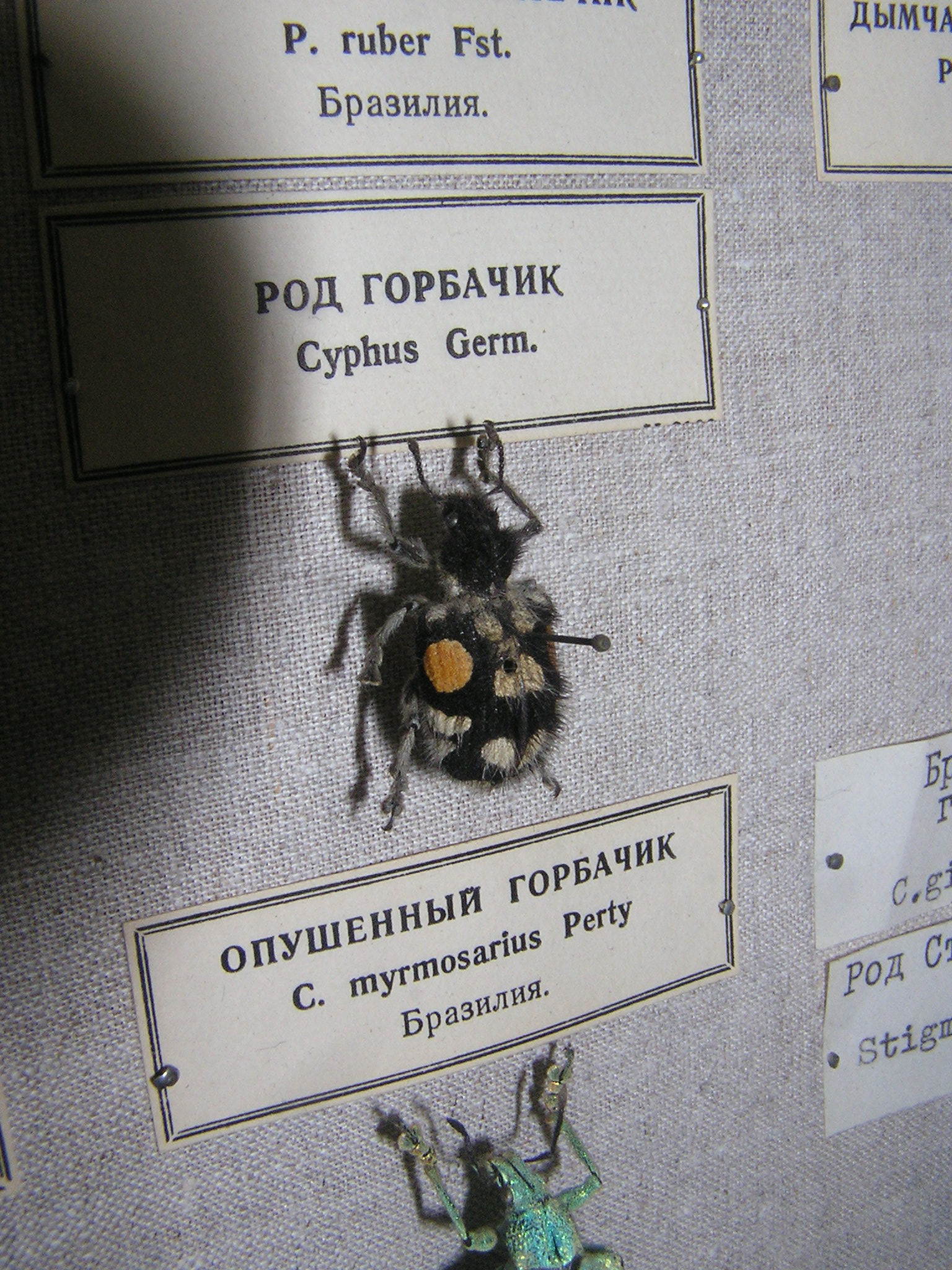
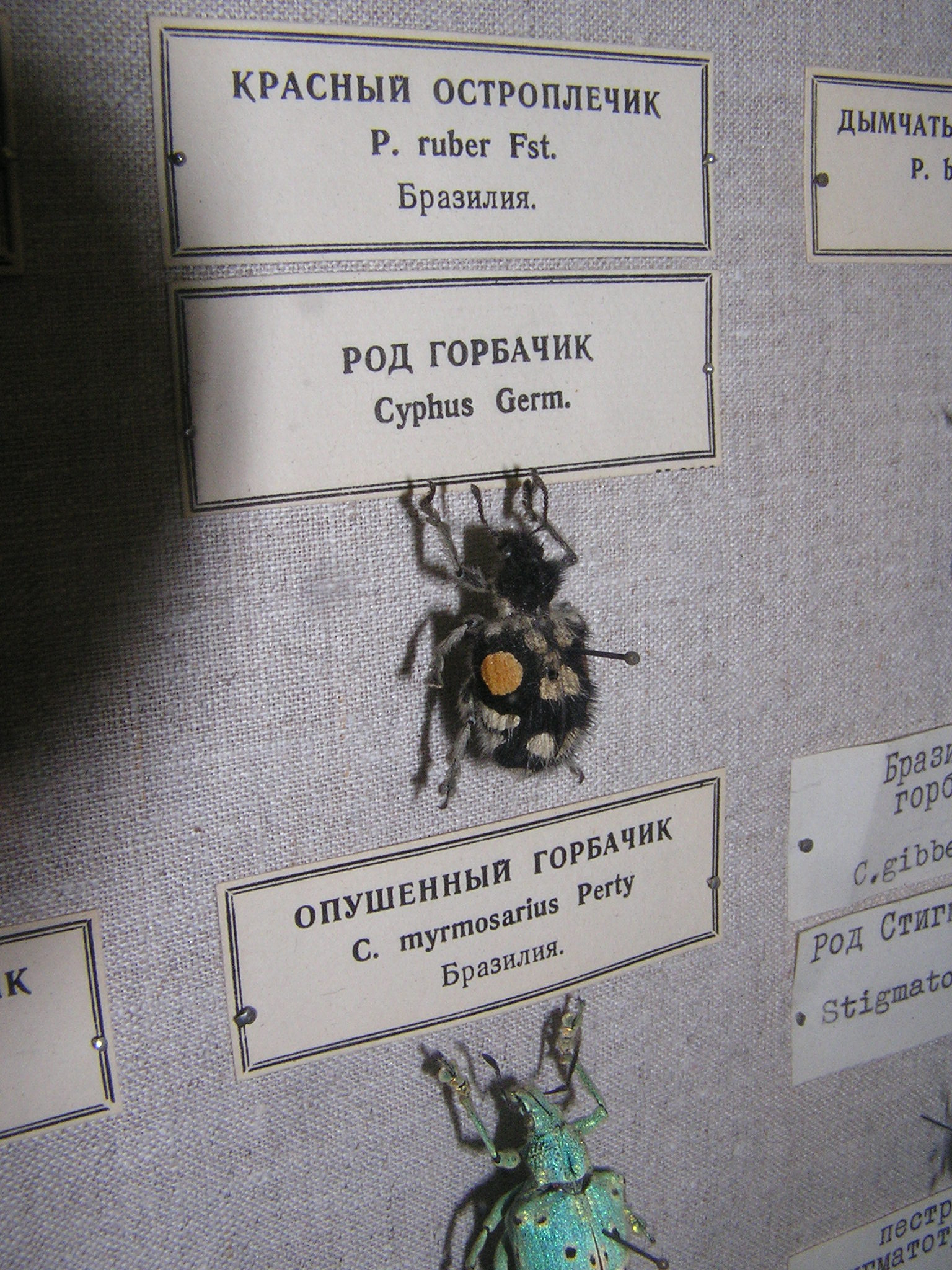

## Dottertaxa tillCyphus, i alfabetisk ordning[1]
- Cyphus acrolithus
- Cyphus agonista
- Cyphus albiceris
- Cyphus albostigma
- Cyphus alternans
- Cyphus araponga
- Cyphus argenteus
- Cyphus argillaceus
- Cyphus aries
- Cyphus arrogans
- Cyphus augustus
- Cyphus besckei
- Cyphus besckii
- Cyphus bispinus
- Cyphus bituberosus
- Cyphus canus
- Cyphus chalybaeus
- Cyphus chevrolati
- Cyphus chlorostigma
- Cyphus chlorostomus
- Cyphus chrysis
- Cyphus chrysocollae
- Cyphus clarus
- Cyphus consularis
- Cyphus cretaceus
- Cyphus croesus
- Cyphus cultricollis
- Cyphus cupreus
- Cyphus cyanipes
- Cyphus diadema
- Cyphus distinctus
- Cyphus dives
- Cyphus elegans
- Cyphus elfusus
- Cyphus figuratus
- Cyphus flavovirens
- Cyphus forreri
- Cyphus gemmifer
- Cyphus gentilis
- Cyphus germari
- Cyphus gibber
- Cyphus gibberosus
- Cyphus giganteus
- Cyphus glaucus
- Cyphus gloriandus
- Cyphus hancocki
- Cyphus hilaris
- Cyphus hystricosus
- Cyphus illustris
- Cyphus inhalatus
- Cyphus jucundus
- Cyphus juvencus
- Cyphus lacordairei
- Cyphus lacteus
- Cyphus lateralis
- Cyphus latreillei
- Cyphus lautus
- Cyphus leucocephalus
- Cyphus linnaei
- Cyphus linnei
- Cyphus litus
- Cyphus lugubris
- Cyphus luridus
- Cyphus margaritaceus
- Cyphus modestus
- Cyphus mutillaeformis
- Cyphus mutus
- Cyphus nigropunctatus
- Cyphus nitens
- Cyphus nitidulus
- Cyphus niveus
- Cyphus nodipennis
- Cyphus nodosus
- Cyphus okenii
- Cyphus oliveirae
- Cyphus paganus
- Cyphus perlepidus
- Cyphus piscatorius
- Cyphus pistor
- Cyphus placidus
- Cyphus prasinus
- Cyphus pudens
- Cyphus pulverulentus
- Cyphus quadripunctatus
- Cyphus roseiventris
- Cyphus schoenherri
- Cyphus sedecimpunctatus
- Cyphus septemmaculatus
- Cyphus septempunctatus
- Cyphus sexdecimpunctatus
- Cyphus sigillatus
- Cyphus spixii
- Cyphus splendidulus
- Cyphus squamifer
- Cyphus strangulatus
- Cyphus sulcifrons
- Cyphus suturalis
- Cyphus terribilis
- Cyphus triangulatus
- Cyphus tribulus
- Cyphus tuberculosus
- Cyphus variegatus
- Cyphus varnhageni
- Cyphus viridans
- Cyphus viridis
- Cyphus yucatanus